# Championnats du monde d'escrime 1955
Navigation
Édition précédente Édition suivante
Les 11es championnats du monde d'escrime se déroulent à Rome.

## Résultats
| Épreuves                               | Or | Argent | Bronze |
| -------------------------------------- | --- | --- | --- |
| Épée                                   | | | |
| Hommes individuel résultats détaillés  | Giorgio Anglesio | Franco Bertinetti | Carlo Pavesi |
| Hommes par équipes résultats détaillés | Italie- Giorgio Anglesio - Franco Bertinetti - Giuseppe Delfino - Edoardo Mangiarotti - Carlo Pavesi - Alberto Pellegrino    | France- Édouard Artigas - Daniel Dagallier - Maurice Huet - Armand Mouyal - Claude Nigon - René Queyroux               | Hongrie- Lajos Balthazár - Barnabás Berzsenyi - József Marosi - Ambrus Nagy - Béla Rerrich - József Sákovics    |
| Fleuret                                | | | |
| Hommes individuel résultats détaillés  | József Gyuricza | Christian d'Oriola | Jacques Lataste                                                                                                 |
| Hommes par équipes résultats détaillés | Italie- Giancarlo Bergamini - Luigi Carpaneda - Manlio Di Rosa - Vittorio Lucarelli - Edoardo Mangiarotti - Antonio Spallino | Hongrie- Mihály Fülöp - József Gyuricza - József Marosi - Kazmer Pacsery - Bertalan Szöcs - Endre Tilli                | Grande-Bretagne- Harry Cooke - Bill Hoskyns - Allan Jay - René Paul - Osmund Reynolds                           |
| Femmes individuel résultats détaillés  | Lídia Dömölky | Bruna Colombetti | Ilona Elek |
| Femmes par équipes résultats détaillés | Hongrie- Lídia Dömölky - Ilona Elek - Margit Elek - Katalin Kiss - Magdolna Nyári-Kovács - Zsuzsanna Morvay                  | France- Kate Bernheim - Renée Garilhe - Jacqueline Lorient - Françoise Mailliard - Jacqueline Thomas - Régine Veronnet | Italie- Irene Camber - Velleda Cesari - Bruna Colombetti - Vera Mantovani - Leopolda Predaroli - Silvia Strukel |
| Sabre                                  | | | |
| Hommes individuel résultats détaillés  | Aladár Gerevich | Rudolf Karpati | Renzo Nostini                                                                                                   |
| Hommes par équipes résultats détaillés | Hongrie- Aladár Gerevich - Jenő Hámori - Rudolf Kárpáti - Attila Keresztes - Pál Kovács - Endre Palócz                       | Italie- Giuseppe Comini - Gastone Darè - Roberto Ferrari - Arturo Montorsi - Luigi Narduzzi - Renzo Nostini            | Union soviétique- Leonid Bogdanov - Ievgueni Tcherepovski - Lev Kouznetsov - Iakov Rylski - David Tyshler       |

## Tableau des médailles
| Rang | Nation           | Or | Argent | Bronze | Total |
| ---- | ---------------- | -- | ------ | ------ | ----- |
| 1    | Hongrie          | 5  | 2      | 2      | 9     |
| 2    | Italie           | 3  | 3      | 3      | 9     |
| 3    | France           | 0  | 3      | 1      | 4     |
| 4    | Grande-Bretagne  | 0  | 0      | 1      | 1     |
| .    | Union soviétique | 0  | 0      | 1      | 1     |